# Sarah Lianne Lewis
Sarah Lianne Lewis, née en 1988, est une compositrice galloise.

## Biographie
En 2016, le Festival de musique de Heidelberg lui a passé la commande de sa pièce, I Dared Say It To The Sky, qui a été créée par la soprano Sarah Maria Sun et le percussionniste Johannes Fischer.
Sa pièce Is there no seeker of dreams that were ? a été créée par le BBC National Orchestra of Wales en 2016. Son titre est inspiré du poème de Cale Young Rice New Dreams for Old. L'œuvre a été reprise par l'orchestre en 2018, sous la direction de Jac van Steen (en) au Hoddinott Hall de Cardiff. Elle est à nouveau reprise en 2019 dans le cadre des célébrations « BBC Hoddinott Hall @ 10 » de l'orchestre, sous la direction de Holly Mathieson.
En 2018, elle reçoit le prix George Butterworth pour son œuvre Blossoms in bloom are also falling blossoms, composée dans le cadre du projet « Embedded : Composer's Kitchen » avec le quatuor à cordes canadien Bozzini.
En 2020, elle est devenue la première compositrice affiliée au BBC National Orchestra of Wales.